# Violet Webb
Violet Webb   (Willesden, 3 de febrer de 1915 - Northwood, 27 de maig de 1999) va ser una atleta britànica, especialista en la prova dels 100 metres; va arribar a ser medallista de bronze olímpica l'any 1932 en els 4x100 metres relleus.

## Carrera esportiva
En els Jocs Olímpics de Los Ángeles 1932 va guanyar la medalla de bronze en els relleus 4x100 metres, amb un temps de 47.6 segons, arribant a la meta després dels Estats Units (or amb 47.0 segons) i el Canadà (plata amb la mateixa marca), sent les seves companyes d'equip: Nellie Halstead, Eileen Hiscock i Gwendoline Porter.